# Aloe craibii
Aloe craibii ist eine Pflanzenart der Gattung der Aloen in der Unterfamilie der Affodillgewächse (Asphodeloideae). Das Artepitheton craibii ehrt den südafrikanischen Hobbybotaniker Charles Craib.

## Beschreibung

### Vegetative Merkmale
Aloe craibii wächst kurz stammbildend und bildet kleine Klumpen. Die aufrechten bis niederliegenden Stämme erreichen eine Länge von bis zu 16 Zentimeter und sind mit den Resten toter Blattbasen bedeckt. Die aufrechten, fleischigen, linealischen Laubblätter sind zweizeilig angeordnet. Die hell gelblichgrüne Blattspreite ist 21 bis 30 Zentimeter lang und 1 bis 2,5 Zentimeter breit. Auf ihr befinden sich gelegentlich nahe der Basis wenige zerstreute weiße Flecken. Die weißlichen Zähne am knorpeligen, durchscheinenden Blattrand sind bis zu 1,5 Millimeter lang und stehen 1 bis 2 Millimeter voneinander entfernt. Der Blattsaft ist farblos.

### Blütenstände und Blüten
Der einfache Blütenstand erreicht eine Länge von 23 bis 30 Zentimeter. Die sehr dichten, zylindrisch-kopfigen Trauben sind 4 bis 10 Zentimeter lang und 5 bis 6 Zentimeter breit. Die Brakteen weisen eine Länge von 12 bis 35 Millimeter auf. Die gelben Blüten stehen an 12 bis 20 Millimeter langen Blütenstielen. Die Blüten sind 15 bis 18 Millimeter lang. Auf Höhe des Fruchtknotens weisen die Blüten einen Durchmesser von etwa 5 Millimeter auf. Darüber sind sie zur nach oben gewandten Mündung leicht erweitert. Ihre äußeren Perigonblätter sind fast nicht miteinander verwachsen. Die Staubblätter und der Griffel ragen kaum aus der Blüte heraus.

## Systematik und Verbreitung
Aloe craibii ist in der südafrikanischen Provinz Mpumalanga in Grasland auf felsigen südwärts gerichteten Hängen in Höhen von etwa 1600 verbreitet. Die Art ist nur vom Typusfundort bekannt.
Die Erstbeschreibung durch Gideon Francois Smith wurde 2003 veröffentlicht.

## Nachweise